# Robert Service (Historiker)

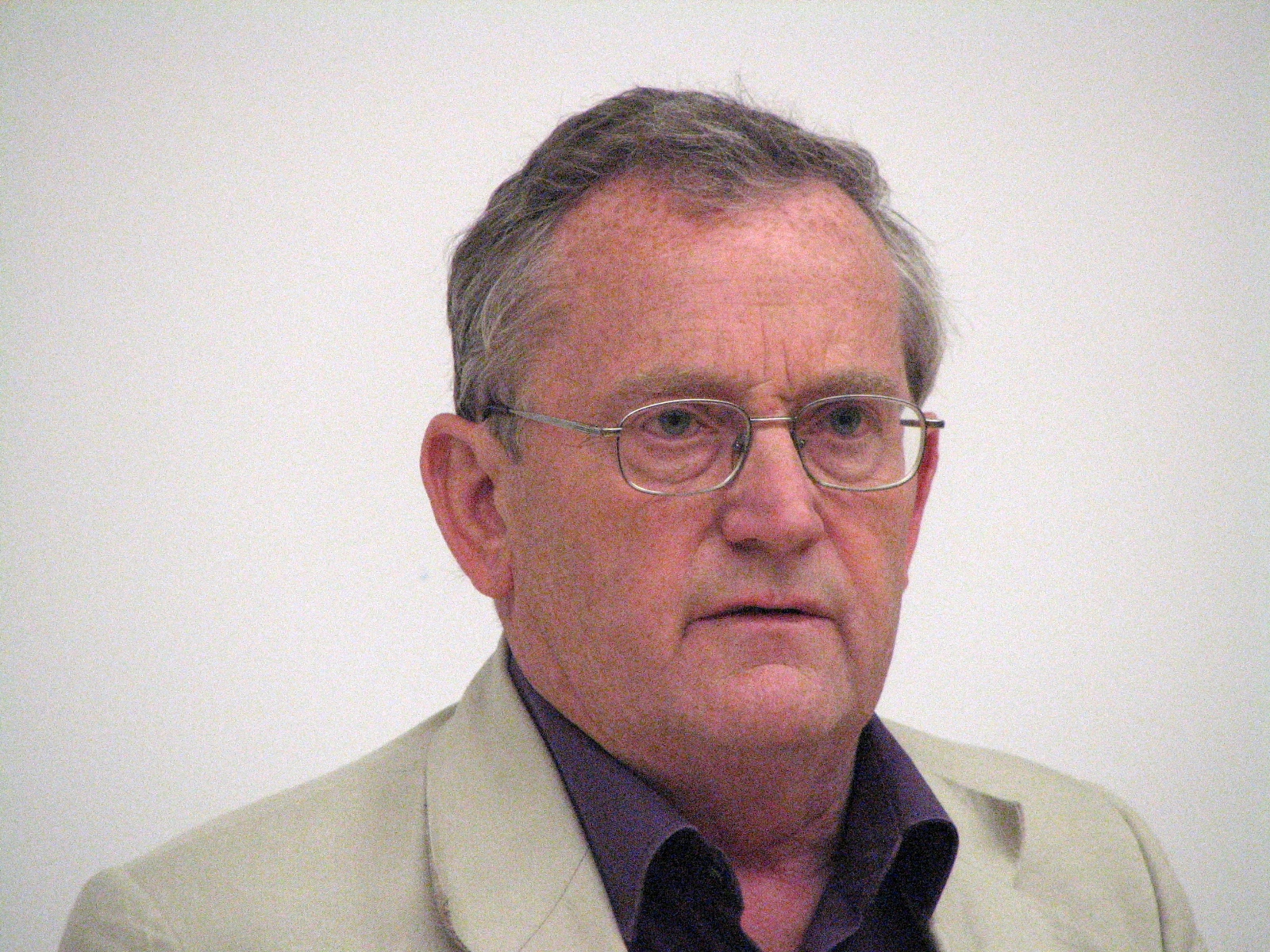
Robert Service (2011)

Robert John Service (* 29. Oktober 1947) ist ein britischer Historiker. Sein Forschungsschwerpunkt ist die russische Geschichte. Service lehrte bis zur Emeritierung 2013 als Professor für Russische Geschichte am St Antony’s College an der University of Oxford, dessen Fellow er ist. Außerdem ist er Senior Fellow an der Hoover Institution.

## Leben
Service studierte am King’s College der University of Cambridge moderne Sprachen (u. a. Russisch) mit dem Master-Abschluss. Danach setzte er sein Studium an der University of Essex fort, wo er einen Master-Abschluss und einen Ph.D. in Government erwarb, und studierte auch an der Universität in Leningrad. Er lehrte an der Keele University und der UCL School of Slavonic and East European Studies der Universität London, bevor er 1998 Professor in Oxford wurde.
Service ist Fellow der British Academy. Er ist durch zahlreiche Bücher über russische Geschichte im 20. Jahrhundert bekannt geworden, speziell zur Russischen Revolution, und durch Biographien über Lenin, Josef Stalin und Leo Trotzki. Seine Biographie über Trotzki erhielt 2009 den Duff Cooper Prize.

## Trotzki-Biografie
Seine Trotzki-Biographie vollendet seine Trilogie von Biographien der Führer der russischen Revolution (Lenin, Stalin) und wendet sich wie diese an breitere Leserkreise. Service hatte sich vorgenommen, eine kritische Biographie Trotzkis vorzulegen, der nach Einschätzung von Service in der Sowjetunion ein ebensolches gewalttätiges Regime wie Stalin installiert hätte, wäre er an der Macht geblieben. Service hält ihn für keinen Gegner von Parteidiktatur und Terror in der Revolution, sondern für einen ihrer Initiatoren.

### Wissenschaftliche Rezeption
Andreas Oberender (Humboldt-Universität Berlin) bescheinigte Service in seiner Rezension in H-Soz-Kult im Jahr 2010 einen fairen Umgang mit Trotzki, auch wenn nach seiner Biographie „von Trotzkis einst aufgeblähter Reputation nicht mehr viel übrig bleibt“.
2011 wurde es von Bertrand Patenaude, Service’ Kollegen am Hoover-Institut und selbst Autor einer Trotzki-Biographie, in der American Historical Review scharf kritisiert, der Service einen „Eifer, Trotzki niederzumachen“ attestierte. Auch darüber hinaus erhielt das Buch mehrheitlich vernichtende Kritiken.

### Sonstiges
Bezugnehmend auf die Kritik von Patenaude und des Vorsitzenden der Socialist Equality Party, David North, protestierten vierzehn deutsche Wissenschaftler – darunter Hermann Weber, Oskar Negt, Bernhard Bayerlein, Heiko Haumann, Oliver Rathkolb, Mario Keßler und Peter Steinbach – in einem offenen Brief gegen die deutsche Veröffentlichung beim Suhrkamp Verlag und bezeichnen sie als „Schmähschrift“. Im Deutschlandfunk bezeichnete Niels Beintker diese Kritik an Service’ „berechtigte[m] […] Versuch einer Entmystifizierung“ Trotzkis als „reichlich krude […] absurde Debatte“. Suhrkamp brachte im Juli 2012 die Übersetzung weitgehend unverändert heraus, sie wurde durchwachsen rezensiert.

## Werke (Auswahl)

### Bücher
- Lenin: a political life: the strengths of contradiction, Macmillan, 1985, ISBN 0-333-29390-8.
- The Russian Revolution 1900–1927, Studies in European History, Palgrave Macmillan, 1986. 4. Auflage, 2009, ISBN 978-0-230-22040-9
- The Penguin History of Modern Russia. From Tsarism to the Twenty-First Century, Penguin 1997. 5. rev. Auflage 2020, ISBN 978-0-14-199205-1. (Orig. als A history of Twentieth-Century Russia).
- Lenin: a Biography, Harvard University Press, 2000, ISBN 0-674-00330-6.
  - Lenin: eine Biographie. Übersetzung Holger Fliessbach. München: Beck, 2000, ISBN 3-406-46641-9.
- Stalin: A Biography, Harvard University Press, 2005, ISBN 978-0-674-02258-4.
- Russia: Experiment with a People. From 1991 to the present, Harvard University Press 2006, ISBN 0-333-72626-X.
- Trotsky: A biography. London: Macmillan, 2009, ISBN 978-1-4050-5346-4.
  - Trotzki: Eine Biographie. Übersetzung Friedrich Griese. Berlin: Suhrkamp, 2012, ISBN 978-3-518-42235-9.
- Comrades: A History of World Communism, Macmillan, 2007, ISBN 978-1-4050-5345-7.
- Spies & Commissars. Bolshevik Russia and the West, Macmillan, 2011, ISBN 978-0-230-74807-1.
- The End of the Cold War 1985–1991, Macmillan, 2015, ISBN 978-0-230-74808-8.
- The Last of the Tsars: Nicholas II and the Russian Revolution, Pan Macmillan, 2017, ISBN 978-1447-2-9309-5.
- Russia and Its Islamic World. From the Mongol Conquest to the Syrian Military Intervention, Hoover Institution Press, Stanford University, 2017, ISBN 978-0-8179-2084-5.
- Kremlin Winter: Russia and the Second Coming of Vladimir Putin, Pan Macmillan, 2019, ISBN 978-1-509-88303-5.
- Blood on the Snow: The Russian Revolution 1914-1924, Pan Macmillan, 2023, ISBN 978-1-529-06582-4.

### Herausgeber
- Society and Politics in the Russian Revolution, School of Slavonic and East European Studies, Palgrave Macmillan 1992 (darin von Service die Einleitung und das Kapitel über "The Peasants"). ISBN 0-333-46910-0.
- mit Silvio Pons: Dizionario del comunismo nel XX secolo, Einaudi 2007 (englische Ausgabe: Dictionary of 20th Century Communism, Princeton University Press, 2010). ISBN 978-0-691-13585-4.

### Aufsätze
- Architectural Problems of Reform in the Soviet Union: From Design to Collapse, in: Totalitarian Movements and Political Religions, Band 2, Heft 2, 2001, S. 7–17.
- Stalinism and the Soviet State Order, in: Totalitarian Movements and Political Religions, Band 4, Heft 1, 2003, S. 7–23.
- Military Policy, International Relations and Soviet Security after October 1917, in: Russia: War, Peace and Diplomacy. Essays in Honour of John Erickson, London, 2004.
- Soviet Political Leadership and „Sovietological“ Modelling, in: Leading Russia: Putin in Perspective: Essays in Honour of Archie Brown, Oxford, 2005.